# معین‌الدین محرابی
معین الدین محرابی نویسنده و پژوهشگر تاریخ مطبوعات است. در سال ۱۳۳۶ خورشیدی در قم در خانواده‌ای مهاجر زاده شد. خانواده مادری اش از مهاجران سمرقند و خانواده پدری اش از مهاجران ایروان بودند. نویسندگی را از دوره دبیرستان و با چاپ برخی از داستان‌ها و اشعار خود آغاز کرد. شماری از کتاب‌های چاپ شدهٔ وی:
- کتابشناسی کتاب‌های فارسی منتشره در خارج کشور (۱۳۵۷تا۱۳۷۱)، مجموعه اول، به ضمیمه: معرفی جراید و مطبوعات فارسی در خارج کشور، چاپ اول، آلمان ـ کلن، ناشر: فهرست نگاری آثار و نوشته‌های فارسی در خارج کشور، (دی۱۳۷۱/ژانویه۱۹۹۳)، ۳۲۶ص.[در مجموعه اول این کتاب، نام و مشخصات ۱۲۰۱ عنوان کتاب فارسی که پس از انقلاب اسلامی در خارج از ایران به چاپ رسیده ثبت شده است. همچنین در ضمیمهٔ پایانی آن، نام و مشخصات ۲۲۵ عنوان از جراید فارسی که پس از انقلاب اسلامی در خارج از ایران منتشر شده، درج شده است.]
- کتابشناسی کتاب‌های فارسی منتشره در خارج کشور (۱۳۵۷ تا۱۳۷۲)، مجموعه دوم، چاپ اول: آلمان ـ کلن، ناشر: فهرست نگاری آثار و نوشته‌های فارسی در خارج کشور، (فروردین۱۳۷۳/آوریل۱۹۹۴)، ۱۴۲ص.[در مجموعه دوم، ۳۹۴ عنوان کتاب فارسی دیگر که پس از انقلاب اسلامی در خارج از ایران به چاپ رسیده، ثبت شده است. بنا بر این، با احتساب عناوین ثبت شده در مجموعه اول، تعداد کتاب‌های دو مجموعه، بالغ بر ۱۵۹۵ عنوان و با احتساب کتاب‌هایی که چند جلد دارند، مجموعاً ۱۶۹۶ جلد کتاب معرفی شده است.]
- کتابشناسی کتاب‌های فارسی منتشره در خارج کشور (۱۳۵۷ تا۱۳۷۳)، مجموعه سوم، به ضمیمه: معرفی جزوه‌ها، چاپ اول: سوئد ـ استکهلم، نشر باران، (۱۹۹۵)، ۱۴۳ص.
[در مجموعه سوم، ۳۶۷ عنوان کتاب فارسی دیگر که پس از انقلاب اسلامی در خارج از ایران به چاپ رسیده، ثبت شده است. بنا بر این، با احتساب عناوین ثبت شده در مجموعه اول و دوم، تعداد کتاب‌های سه مجموعه، بالغ بر ۱۹۶۲ عنوان و با احتساب کتاب‌هایی که چند جلد دارند، مجموعاً ۲۰۹۹ جلد کتاب معرفی شده است. در ضمیمه پایانی کتاب نیز نام و مشخصات ۱۱۷ جزوه معرفی شده است.]
- سفینه‌ای از غزل زنان (شامل یکصد غزل از ۴۷ شاعره پارسی گوی)، چاپ اول: آلمان ـ کلن، نشر رویش، (دی۱۳۶۸/ ژانویه۱۹۹۰)، ۸۶ص.
- غزلیات عارف قزوینی، چاپ اول: آلمان ـ کلن، نشر رویش، (خرداد۱۳۶۷)، ۱۱۵ص.
- کلمةالله هی العلیا (دختر فضل‌الله نعیمی حروفی): بانویی انقلابی و گمنام از قرن نهم، چاپ اول: آلمان ـ کلن، نشر رویش، (مرداد۱۳۷۰/ آگوست۱۹۹۱)، ۱۳۳ص.
- قرةالعین شاعره آزادیخواه و ملی ایران، چاپ اول: آلمان - کلن، نشر رویش، خرداد ۱۳۷۳.
- مهستی گنجه‌ای بزرگترین شاعره رباعی سرا، چاپ اول، ناشران: نشر رویش (آلمان ـ کلن)، نشر باران (سوئد ـ استکهلم)، (آبان۱۳۷۳/ نوامبر۱۹۹۴)، ۳۹۸ص.[این اثر در سال ۱۳۸۲ با اصلاحات و ویراستاری جدید با نام«مهستی گنجه‌ای بزرگترین زن شاعر رباعی
سرا» توسط انتشارات توس در تهران منتشر شده است.
- نشریات فارسی زبان مهاجران افغانستانی در ایران (۱۳۵۸ـ۱۳۸۱)، چاپ اول: ایران ـ تهران، ناشر مؤلف، اردیبهشت ۱۳۸۲، ۱۱۸ص. [در این کتاب نام و مشخصات ۲۰۱ عنوان از جراید فارسی مهاجران افغانستانی که از سال ۱۳۵۸ تا ۱۳۸۱ در ایران منتشر شده‌اند ثبت شده است.]
- سه دهه با مطبوعات فارسی‌زبان مهاجران افغانستانی در جهان، معین‌الدین محرابی و مهدی جعفری خانقاه. چاپ اول: تهران، دفتر مطالعات و توسعه رسانه‌ها، ۱۳۸۹، ۲۸۷ص.[در این اثر نام و مشخصات ۶۹۰ عنوان از جراید و مطبوعات فارسی که مهاجران افغانستانی از سال ۱۳۵۷ تا ۱۳۸۷ در نقاط مختلف جهان منتشر کرده‌اند ثبت شده است. این کتاب در ۵ فصل تدوین شده است:
فصل یکم: مطبوعات فارسی زبان مهاجران افغانستانی در ایران، در این فصل ۲۴۷ عنوان جریده فارسی که توسط مهاجران افغانستانی در ایران منتشر شده ثبت شده است.
فصل دوم: مطبوعات فارسی زبان مهاجران افغانستانی در اروپا، در این فصل ۱۱۰ عنوان جریده فارسی که توسط مهاجران افغانستانی در ۱۳ کشور اروپایی منتشر شده ثبت شده است. کشورهای اروپایی محل انتشار این جراید عبارتند از: آلمان، اتریش، انگلستان، بلژیک، چک، دانمارک، سوئد، سوئیس، فرانسه، فنلاند، مجارستان، نروژ، هلند.
فصل سوم: مطبوعات فارسی زبان مهاجران افغانستانی در آمریکا، کانادا و استرالیا، در این فصل ۶۲ عنوان جریده ثبت شده است.
فصل چهارم: مطبوعات فارسی زبان مهاجران افغانستانی در شبه قاره هند/ تألیف: مهدی جعفری خانقاه. در این فصل ۲۵۸ عنوان جریده فارسی ثبت شده است.
فصل پنجم: مطبوعات فارسی زبان مهاجران افغانستانی در تاجیکستان، روسیه و ترکیه/ تألیف: مهدی جعفری خانقاه. در این فصل ۹ عنوان جریده فارسی ثبت شده است.]
- تاریخ و فرهنگ شفاهی ملارد قدیم، معین الدین محرابی و اعظم السادات قاسمی. چاپ اول: ملارد، ناشر: معین الدین محرابی، ۱۳۸۶، ۳۲۰ص.
[این کتاب که آن را می‌توان مردم نگاری تاریخی روستای قدیمی ملارد نامید در ۳۵ فصل تدوین شده است. فصول مهم این اثر عبارتند از: فصل ۴ تا ۱۰ که مذهب و باورهای مذهبی مردمان ملارد را مورد توجه قرار می‌دهد. فصل ۱۲ تا ۲۷ که به فعالیت‌های اقتصادی و اجتماعی ملارد قدیم می‌پردازد.]
- دیوان غزلیات نجلی/عبدالکریم محرابی ایروانی؛ به کوشش و مقدمه: معین الدین محرابی. چاپ اول: ملارد، ناشر: معین الدین محرابی، ۱۳۸۵، ۲۶۸ص.
[عبدالکریم محرابی ایروانی(۱۳۱۰ـ۱۳۸۲)از روحانیان معاصر این کتاب مشتمل بر ۳۰۱ غزل، یک ترکیب بند و ۶۳ رباعی است.]
- محبت نامه/عبدالکریم محرابی ایروانی، به کوشش و مقدمه: معین الدین محرابی، چاپ اول: ملارد، ناشر: معین الدین محرابی، ۱۳۸۵، ۱۱۸ص.
[مشتمل بر اشعاری است در قالب‌های مختلف که در رثا و مدح امامان شیعه سروده است.]
معین‌الدین محرابی از مؤلفان جلد سوم دانشنامه ادب فارسی است که اختصاص به «ادب فارسی در افغانستان» دارد. از وی همچنین تعدادی مقاله در پژوهش‌های تاریخی و اسنادی و نقد و بررسی کتاب منتشر شده است.